# Este (Distrito de Logroño)
Este es el nombre de un distrito de la ciudad de Logroño. Junto con los distritos Oeste, Norte, Sur y Centro es uno de los cinco distritos de Logroño. Cuenta con 40.083 habitantes, siendo el segundo distrito más poblado después del Distrito Centro.

## Límites
- Por el oeste: Avenida de la paz, calle Colón, Avenida de Navarra, Avenida de Viana y puente del Ebro.
- Por el sur: Vía del ferrocarril
- Por el este: Localidad de Agoncillo
- Por el norte: Río Ebro

## Historia

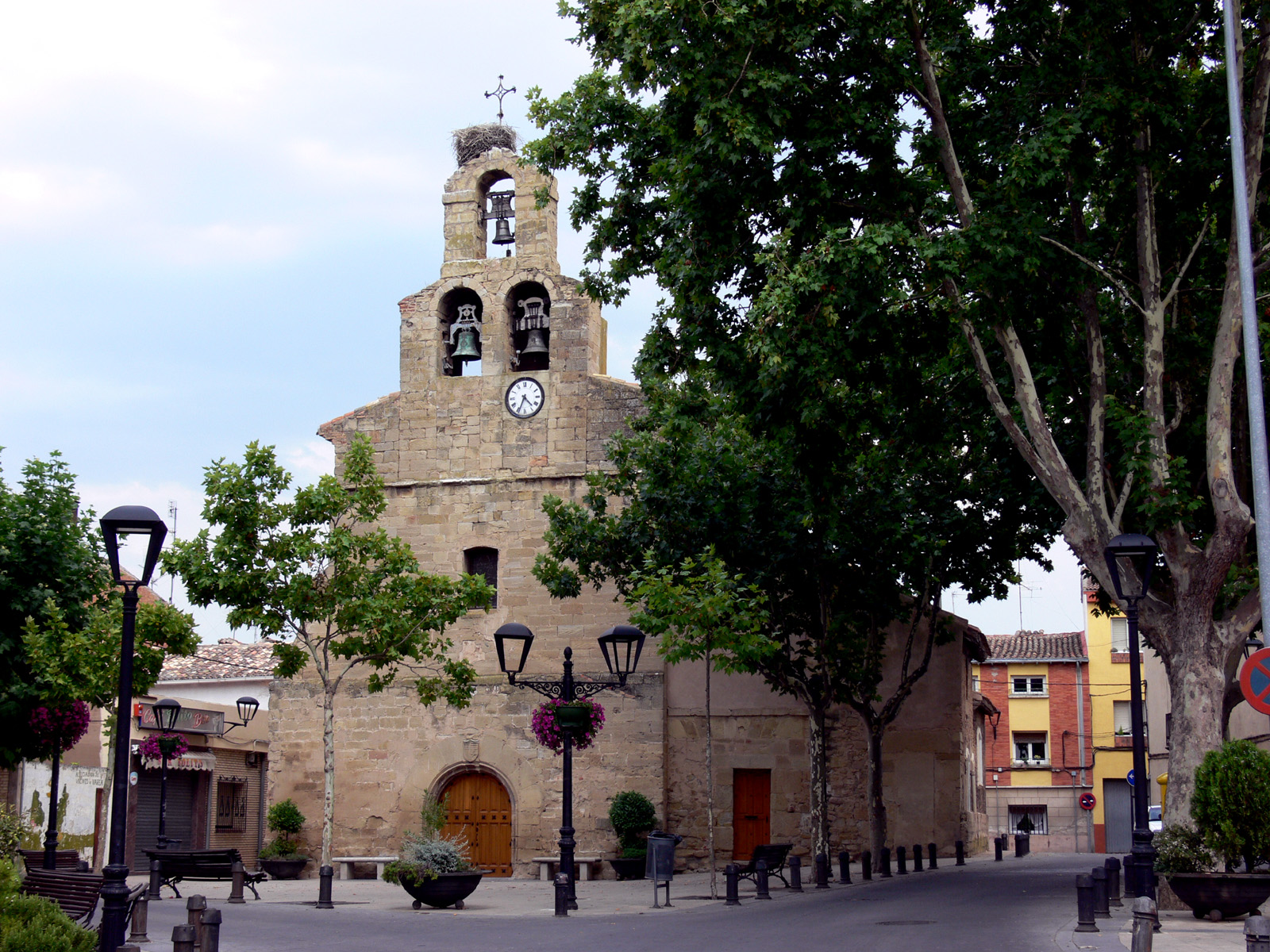
El barrio de Varea es uno de los centros urbanos más antiguos del distrito este, además se asienta sobre la antigua Vareia romana, uno de los orígenes de Logroño

El distrito aumento en torno a la Avenida de la Paz a lo largo del siglo XX, poco a poco se fueron incorporando nuevos barrios destacando Lobete, San José o Los Lirios, siendo este último el más nuevo. Conforme ha pasado el tiempo muchos de estos barrios incluyen muchos vecinos extranjeros convirtiéndolo en un distrito cosmopolita y de contrastes.
En torno a él actualmente se encuentran los barrios de Lobete, Los Lirios, San José, Madre de Dios (y Paseo del Prior), Varea y los polígonos de Cantabria I y II.

## Comunicación
La avenida principal del distrito es Avenida de la Paz que comunica la Circunvalación Sur de Logroño con los distritos centro y norte. Además de esta han surgido diferentes calles, tales como calle Avenida de Colón, calle San Millán, calle Duquesa de la Victoria o calle Luis de Ulloa.
Aparte de esta, cuenta con diferentes avenidas importantes como Avenida de Lobete, calle Jorge Vigón, calle Madre de Dios, Avenida de Zaragoza, etc.
Algunas de las calles adyacentes (sobre todo de los barrios de San José y Madre de Dios) se encuentran bastante deterioradas, sobre todo las adyacentes de la calle Cigüeña.
En el barrio de Los Lirios nos encontramos con el centro comercial Berceo, construido en los primeros años de existencia la zona y que es frecuentado diariamente por varios cientos de personas.

## Plazas y parques

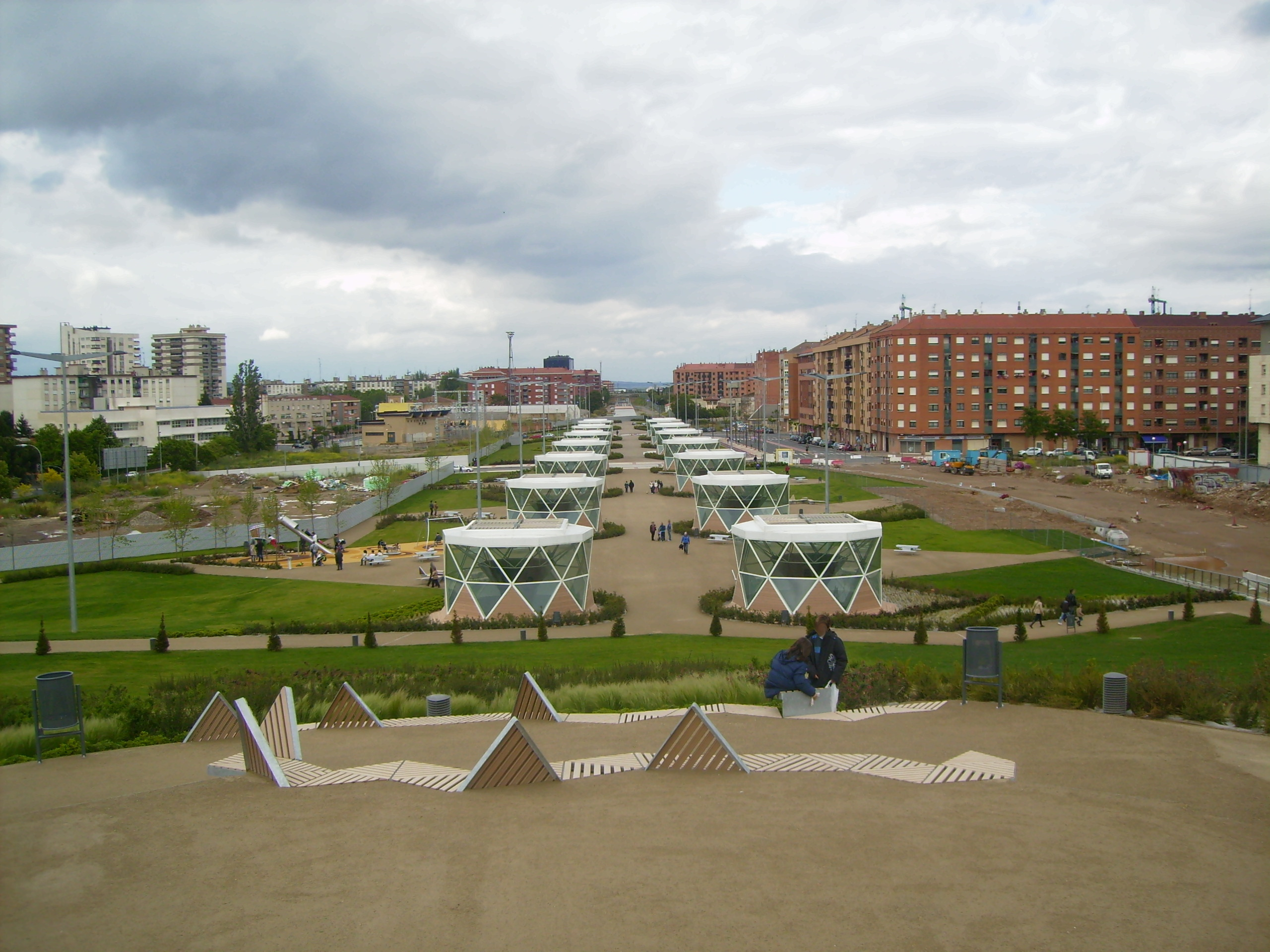
Parque del Rey Don Felipe VI, a la izquierda el distrito este y a la derecha el distrito sur

El distrito este es uno de los distritos de la ciudad con más parques y plazas, muchos de ellos bastante conocidos.
Los parques principales son el Parque de la Ribera y el recién construido Parque del Rey Don Felipe VI, ambos limitan con el norte y el sur del distrito. Ambos son frutos de la renovación de terrenos urbanos o no urbanos dentro de la ciudad no aptos para esta (Huertas en el Parque de la Ribera y el cajón ferroviario en el Parque de la Estación)
Además también hay parques menores como el Parque de Santa Juliana o el Parque de los Lirios.
Además cuenta con muchas plazas, de ellas muchas son ajardinadas; la principal es la Plaza del Ayuntamiento (Donde se celebra el Chupinazo de San Mateo y otros eventos). Además también se encuentran las Plazas de Martínez Flamarique (Antigua Plaza de Toros), Plaza Tomás y Valiente, Plaza de Donantes de Sangre, Plaza Fermín Gurbindo, Plaza Maestro López, Plaza de la Inmaculada Concepción, Plaza de Martín Ballesteros, Plaza de Los Tilos, Plaza de las Chiribitas, Plaza Joaquín Elizalde, Plaza Libertad, Plaza del Cerrado y Plaza de la Juventud (estas tres últimas ubicadas en el barrio de Varea).
Además son destacables el entorno del campus y los jardines del seminario.

## Educación y sanidad

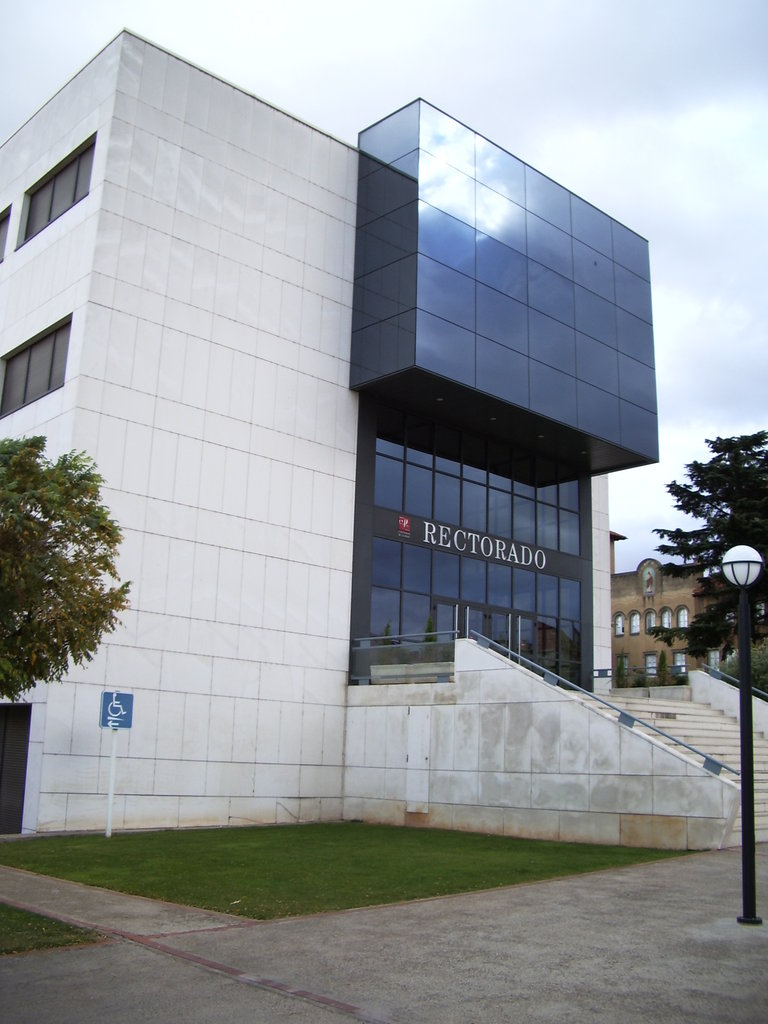
Fachada del Rectorado de la UR

En el distrito se encuentra la mayor institución educativa de La Rioja, la Universidad de la Rioja, además de la UNIR, la escuela de Artes superiores y la Escuela de Idiomas.
Aparte hay diversos institutos y colegios, tanto privados como públicos.
El distrito se centra en varias avenidas y calles principales dentro del distrito, Avenida de la Paz, Avenida de Zaragoza, Calle Madre de Dios, Calle Duquesa de la Victoria, Avenida Lobete y la Circunvalación Sur de Logroño de Logroño. Dentro del distrito se encuentra el Ayuntamiento.
Antiguamente, se encontraba un colegio de preescolar llamado Lobete en la Plaza Joaquín Elizalde. Este colegio prestó servicios hasta 1998, cuando fue cerrado y sus alumnos pasaron al Colegio Obispo Blanco Nájera. Hoy la parcela acoge a la Escuela Riojana de Administraciones Públicas.
El antiguo Hospital San Millán se localizaba en el distrito, y actualmente en sus terrenos se localizara un centro sanitario que aún esta sin construir; muy cerca se encuentra el CARPA, que atiende la mayoría de las necesidades sanitarias de la zona. Además en el distrito hay varios centros de salud como el centro de salud Joaquín Elizalde.

## Cultura

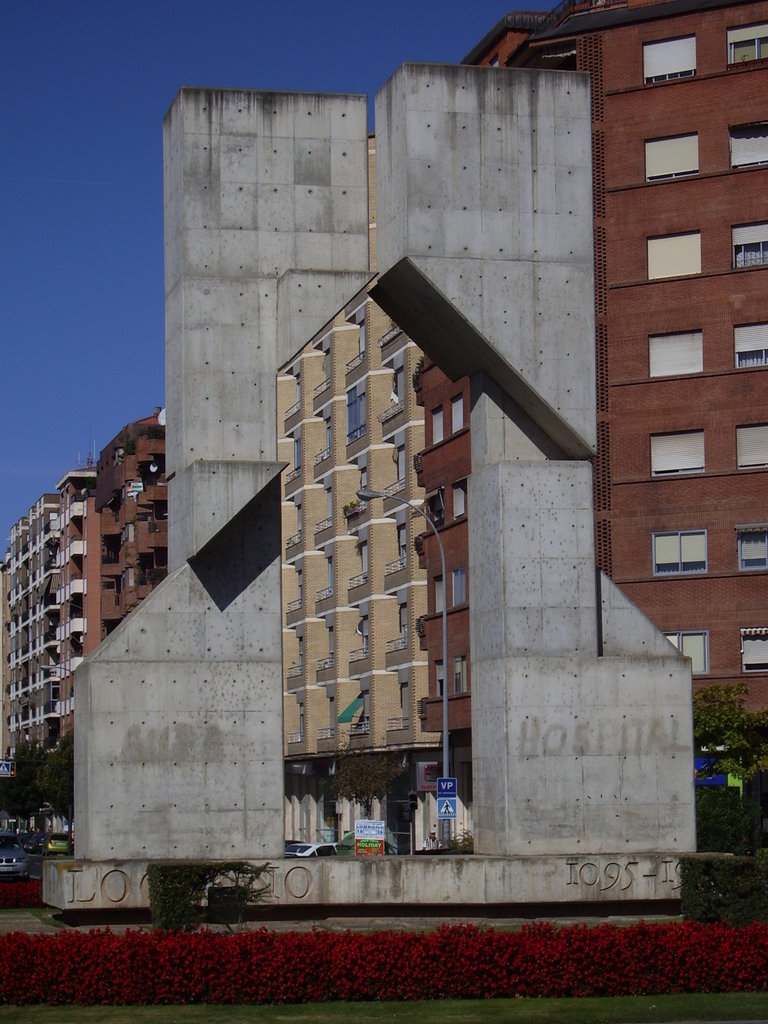
El Arco del fuero o Monumento de los fueros fue construido en 1995 en la celebración de los fueros de Logroño de 1095

Son destacables las salas de exposiciones de a escuela de Artes Superiores y del ayuntamiento. Además del auditorio del ayuntamiento y las salas del Riojaforum donde además se han celebrado varias reuniones tanto nacionales como internacionales.
Hay varias esculturas en el distrito como el Arco de los Fueros de Logroño, La puerta del Ebro, la escultura del rey Alfonso XVI o la fuente del milenario de la lengua.
En el propio parque de La Ribera se encuentra la Plaza de Toros de La Ribera donde se han celebrado actividades culturales y deportivas. Dentro de las actividad deportiva, tales como el polideportívo de Lobete, el de La Ribera y además multitud de polideportívos de institutos y colegios. También se encuentra en este distrito La Fundación Cultural y Recreativa Cantabria.